# Houtlandcross
Das Houtlandcross war ein belgisches Cyclocrossrennen, das von 1985 bis 2009 Bestand hatte.

## Geschichte
Ab 1985 veranstaltete der örtliche Verein Sport en Vermaak auf dem Sportzentrum in Eernegem Cyclocrossrennen auf nationalem Niveau. In den 1990er Jahren erhöhte sich das Budget, und der Cross lockte Top-Fahrer aus Belgien und anderen Ländern an. Von 2002 bis 2008 stand das Rennen im internationalen Kalender. Diese Ausgaben fanden in der Regel im November statt und waren in die Klasse C2 eingestuft. Ab 2005 erschien das Rennen unter dem Namen Houtlandcross, der auf die „Houtland“ genannte Region rund um Brügge verweist. Die letzte Ausgabe des Rennens 2009 war wiederum im nationalen Kalender Belgiens zu finden und wurde von Niels Albert gewonnen. Danach verschwand der Wettbewerb aufgrund finanzieller Engpässe. Neben dem Elite-Rennen der Männer gab es auch eins für Junioren; ein Frauenrennen fand nicht statt.

## Sieger
In der untenstehenden Liste sind nur die Rennen des internationalen Kalenders aufgeführt. Verfügbare Informationen über die übrigen Ausgaben sind lückenhaft.
- 2002:  Sven Vanthourenhout
- 2003:  Ben Berden
- 2004:  Sven Vanthourenhout
- 2005:  Erwin Vervecken
- 2006:  Sven Vanthourenhout
- 2007:  Klaas Vantornout
- 2008:  Sven Nys